# Де Клер, Вольтарина
Вольтарина де Клер (англ. Voltairine de Cleyre; 17 ноября 1866 — 20 июня 1912) — американская анархистка и феминистка, одна из ключевых фигур в истории анархизма в США. Известна своими публикациями и выступлениями по вопросам антиэтатизма, института семьи и отношений между религией, сексуальностью и правами женщины. Как сторонница свободомыслия, де Клер изначально позиционировала себя как анархистку-индивидуалистку, но впоследствии стала называть себя анархисткой без прилагательных, стремясь избегать идеологических раздоров. Была в дружбе с Эммой Гольдман, несмотря на разногласия по многим вопросам.

## Биография
Она родилась в городке Лесли, штат Мичиган в 1866 году. Воспитанная в монастыре, Вольтарина не вынесла из своего обучения привязанности к христианству и Богу — напротив, она стала скорее атеисткой. Напрасно надеялся её отец на правильное и гармоничное монастырское обучение. Несколько раз девочка пыталась сбежать из ненавистного заведения, однако ни одна попытка не стала успешной — её всякий раз возвращали. Окончив обучение, Вольтарина немедленно примыкает к антиклерикальному движению, становится его активисткой, читая лекции и участвуя во всевозможных собраниях. Она с упоением читает Томаса Пейна, Мэри Уолстонкрафт и Кларенса Дарроу. В конце восьмидесятых Вольтарина поворачивает в сторону анархизма. Она была известна как превосходный спикер, оратор и автор — по мнению биографа Пола Эврича, она была «большим литературным талантом, чем любой другой американский анархист».
В личной жизни де Клер была близка с Даером Ламом, («её учитель, её соратник, её товарищ», по словам Эммы Гольдман), однако родила сына, Гарри, 12 июня 1890 года от известного вольнодумца Джеймса Эллиота. После развода ребёнка у неё забрали, и Лам покончил с собой в 1893 году.
С 1889 по 1910 годы де Клер занималась своей деятельностью в Филадельфии, где она жила среди бедных еврейских иммигрантов, в среде которых симпатии к анархическим убеждениям были обычным делом. Там она преподавала английский язык и музыку, там же она научилась говорить и писать на идиш.
Вольтарина де Клер была достаточно болезненной, и к тому же подверженной частым депрессиям. Дважды, не справившись с депрессией, она предпринимала попытки самоубийства. В 1902 году де Клер стала жертвой нападения — её задумал убить бывший ученик Херман Хелхер, сошедший с ума от лихорадки, которого она сразу простила: «Было бы преступлением против цивилизации, если бы он был отправлен в тюрьму за деяние, которое являлось продуктом больного мозга». Попытка не удалась, однако Вольтарина навсегда получила проблемы из-за раненного уха и горла. Она умерла 20 июня 1912 года, в госпитале Святой Девы Марии в Чикаго, штат Иллинойс, заболев менингитом. Вольтарина де Клер похоронена на кладбище Waldheim (ныне — Forest Home), в Forest Park, Чикаго, вблизи могил Эммы Гольдман и семерых хеймаркетских анархистов.

## Политические взгляды

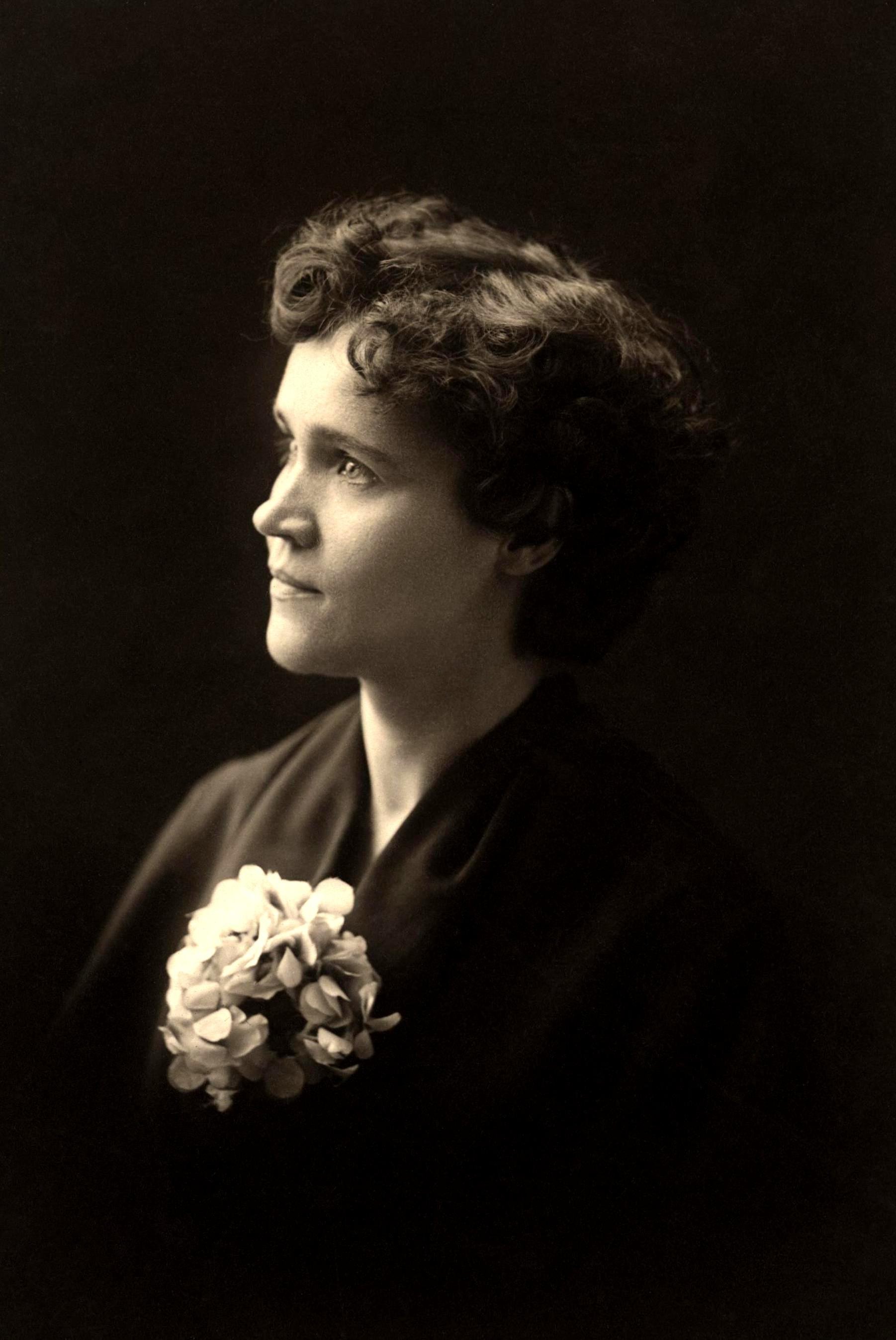
Вольтарина де Клер в 35 лет, 1901 год, Филадельфия.

С годами её политические взгляды отклонялись то в одну, то в другую сторону, но, в конце концов, она остановилась на «анархизме без прилагательных», принимая эту идею в её чистом виде. Примечательно, что Вольтарина де Клер и блестящая американка Эмма Гольдман, бывшая самой известной женщиной-анархисткой, так и не стали близки. Преданность де Клер идеалам индивидуализма можно увидеть в её отзывах о Гольдман: «Мисс Гольдман является коммунисткой; я являюсь индивидуалисткой. Она хочет уничтожить право собственности — я желаю сохранить его. Я объявляю войну властям и привилегиям всюду, где право собственности, право человека на самого себя, ущемляется. Она считает что кооперация в итоге вытеснит конкуренцию; я считаю, что конкуренция между людьми всегда будет существовать, и это повод для радости а не для огорчения».
Несмотря на это, женщины очень уважали друг друга. В своём эссе 1894 года «In Defense of Emma Goldman and the Right of Expropriation» де Клер пишет: «Я не думаю, что один маленький кусочек человеческой плоти стоит всех имущественных прав в Нью-Йорке… Я говорю, что это ваше дело — решать, будете ли вы голодать и мерзнуть без пищи и одежды, за пределами тюрьмы, или совершить акт прямого действия в отношении института собственности и занять своё место рядом с Тиммерманом и Гольдман».
Впоследствии, однако, де Клер была вынуждена отвергнуть индивидуализм. В 1908 году она говорила, что «лучшая вещь, которую могут сделать простые рабочие мужчины и женщины — это самоорганизоваться для производства товаров без денег вообще» и «лучший вид производства — кооперативный, без разделения на работника и работодателя.» В 1912 года она утверждала, что ошибка Парижской коммуны была в том, что в ней «сохранилась [частная] собственность.» В своём эссе «The Commune Is Risen» она пишет: «Короче говоря, хотя были и другие причины, почему Коммуна пала, главным было то, что в тот час когда это было необходимо, коммунары не были коммунистами. Они пытались разорвать политические оковы, не нарушая экономические…».
«И социализм, и коммунизм потребуют такой степени коллективизма и администрирования, которая породит больше контроля, чем это согласовывается с идеалами анархизма; индивидуализм и мютюэлизм потребуют для защиты собственности больше частных охранных служб, чем это укладывается в моё понимание свободного общества.» Так она стала одной из наиболее известных активисток, защищающих анархизм без прилагательных. В «The Making of an Anarchist» она пишет: «Я больше не вешаю на себя ярлыков, мне достаточно просто считать себя анархисткой».
Также есть некоторые разногласия по вопросу об отказе де Клер от индивидуализма в пользу коммунизма. Рудольф Рокер и Эмма Гольдман утверждали это как данность, но другие люди, в том числе биограф де Клер Пол Эврич, возражали против такой позиции. Сама де Клер в ответ на заданный ей в 1907 году вопрос, является ли она анархо-коммунисткой, ответила: «Я ни сейчас, ни когда-либо ранее, не определяла себя в качестве коммуниста.» Писатель-анархист Ян Маккай, однако, утверждает, что защита де Клер в 1908 г. безденежной экономики являлась не чем иным, как коммунизмом.
Одними из её наиболее часто цитируемых работ стали эссе «Direct Action», написанное в 1912 году, эссе «Sex Slavery», написанное в 1895 году и посвященное сексуальному рабству, и знаменитое «Anarchism and American Traditions» 1909 года, в котором Вольтарина призывает никаким образом не поддерживать армию. В «Direct Action» де Клер утверждает, что исторические примеры, такие как бостонское чаепитие, есть не что иное, как «прямое действие, которое применялось в таких случаях всегда, и история дает людям свою санкцию на использование прямого действия и сейчас.»
В работе «Sex Slavery» де Клер осуждает идеалы красоты, поощряющие женщин уродовать своё тело, и практику детской социализации, приводящую к неестественным гендерным ролям. Название эссе относится не к торговле женщинами с целью проституции, хотя это также упоминается, а к брачному законодательству, которое позволяет мужчинам фактически изнасилование жены без каких-либо юридических последствий. Этот закон «делает каждую замужнюю женщину рабыней на цепи, вынужденной принять фамилию своего господина, брать пищу из рук своего господина, выполнять приказы своего господина и прислуживать его любовницам».
Де Клер также была категорически против регулярной армии, считая, что её существование лишь способствует войнам. В своём эссе 1909 года «Anarchism and American Traditions» она утверждала, что для достижения мира во всём мире «все мирные люди должны прекратить свою поддержку армии и требовать, чтобы все желающие воевать делали это на свой страх и риск; никаких пенсий и пособий тем, кто сделал убийство людей своей профессией».

## Наследие
Вольтарина де Клер была одной из величайших анархисток в истории США и одной из наиболее известных женщин в истории анархического движения; Эмма Гольдман называла её «самой одаренной и блестящей анархисткой Америки». Собрание её выступлений «The First Mayday: The Haymarket Speeches, 1895—1910» было опубликовано Libertarian Book Club в 1980 и переиздано в 2004 AK Press под названием «The Voltairine de Cleyre Reader». В 2005 были изданы ещё два собрания её выступлений и сочинений — «Exquisite Rebel: The Essays of Voltairine De Cleyre — Anarchist, Feminist, Genius» в редакции Шарон Пресли и Криспина Сартуэлла, опубликованное SUNY Press, и другое, «Gates of Freedom: Voltairine De Cleyre and the Revolution of the Mind», опубликованное University of Michigan Press.